# ФК Тулевик
Тулевик (на естонски: Jalgpalliklubi Viljandi Tulevik) е естонски футболен отбор от град Вилянди. Отборът се състезава във висшата лига на Естония Мейстрилийга. „Тулевик“ – не е напълно независим клуб, той се явява част от футболната система на талинската „Флора“.

## История
Сезон 2006 година се окзав неудачен за „Тулевик“, на отбора му се налага да играе плейоф. По резултатите от двата си мача срещу отбора на „Калев“, „Вилянди“ е трябвало да излети към Есилийгата. Но благодарение на това, че „Мааг“ и „Таммека“ се обединяват в един, отборът си запазва мястото във Висшата лига. Клубът играе два пъти на финал за Купата на Естония през 1999 и 2000 години, и двата пъти отстъпва на талинския „Левадия“ – (2:3) и (0:2). Най-върховото му постижение е среброто през 1999 година.
През 2015 клубът се завръща в Премиум Лигата, тъй като през 2014 година в мачовете си с йъхвииския футболен клуб „Локомотив“ двете срещи завършват наравно – у дома 0:0, а като гост 1:1. Благодарение на вкарания гол на чужд терен, команда получава правото да участва във висшата лига. В края на сезона отборът заема последното място с 22 точки. През 2016 година отборът става предсрочно шампион на Първа лига и в следващия сезон се завръща във висшата.
На 30 декември 2017 за нов треньор е назначен Марко Кристал,но през април същата година напуска поста си и неговото място заема Сандер Пост.

## Отличия
- Мейстрилийга
  -  Второ място (1): 1999
  -  Трето място (1): 1997/98
- Есилийга
  -  Шампион (1): 2016
- Купа на Естония
  -  Финалист (2): 1998/99, 1999/2000
- Награда Феърплей
  -  Носител (1): 2000